# International Bitterness Units
International Bitterness Units (IBU) er en betegnelse for hvor bitter en øl er.
IBU er en international betegnelse for bitterenheden. Man undersøger mængden af de opløste isoalfa-syrer fra humleharpikserne, der udskilles under urtkogningen og registrerer koncentrationen.
IPA'er er ofte øl med et højt IBU.

## Udregning af IBU
IBU = ( M x %A x %U x 1000 ) / V 
hvor M er massen af humle i gram, %A er indholdet af alphasyre i den benyttede humle, %U er udnyttelsesgraden af alfasyren i humlen, de to sidste i procent angivet som decimaltal, og V er volumen i liter.
Udnyttelsesgraden af alfasyren i humlen er først og fremmest afhængig af kogetiden – en kogetid på 60 minutter giver f.eks. en udnyttelsesgrad på ca. 20 %.
Hvis man koger 100 gram humle med et alfasyreindhold på 10 % med i 60 minutter i 100 liter urt vil man få følgende:
IBU = ( 100 x 0,1 x 0,2 x 1000 ) / 100 = 20
Men i virkelighedens verden er der en del andre faktorer der spiller ind, bl.a. indbrygningsprocenten, så for en mere nøjagtig bestemmelse findes der adskillige udvidede formler og tabeller.
Egentlig bestemmelse af IBU kan foretages ved en kemisk analyse.

## Forskellige øl angivet med IBU
Danske pilsnere ligger som regel omkring 15 IBU, medens tjekkiske pilsnere oftest ligger mellem 35 og 45 IBU
- Alvinne India Pale Ale extra restyled, 70 IBU
- XX-Bitter, 65 IBU

Mikrobryggeriet Mikkeller har brygget øllen 1000 IBU, der skulle være et eksperiment i at finde ud af "hvor meget humle man kan proppe i en øl."